# Ujvárosi Miklós
Ujvárosi Miklós (Hajdúnánás, 1913. január 25. – Budapest, 1981. augusztus 15.) magyar botanikus. Mezőgazdasági növénytannal, florisztikával, herbológiával foglalkozott, ő a magyar agrobotanikai iskola megalapítója.

## Élete
A hajdúnánási gimnázium elvégzése után 1938-ban a Debreceni Tudományegyetem bölcsészeti karán doktorált, 1952-ben kandidátusi fokozatot is szerzett.
Egyetemi oktató, 1943-tól gazdasági tanintézeti tanár, 1947-től a debreceni agrártudományi egyetemen adjunktus.
Az ország valamennyi mezőgazdasági jellegű egyetemén tartott szakterületéről, a gyomokról előadásokat. A Szent István Egyetem jogelőd intézményeiben, főleg a Gödöllői Agrártudományi Egyetemen rendszeresen, de a Kertészeti és Élelmiszeripari Egyetemen is többször szerepelt meghívott előadóként.
A debreceni botanikus kert vezetője, 1941-43-ig a kolozsvári kert főintézője volt. 1949-től 1955-ig Pallagon, majd Martonvásáron részlegvezető. 1955-től 1980-as nyugdíjba vonulásáig vezette az MTA Vácrátóti Botanikai Kutató Intézet Botanikus kertjét, 24 éven keresztül a kutatóintézet igazgató-helyettese volt.
Flóra- és vegetációkutatóként, ökológusként fő kutatási témája a magyarországi szántóföldi gyomnövények voltak. Országos elterjedésük felmérését (1949, 1952) a saját és Balázs Ferenc cönológiai felvételezési módszerével végezte. Ezután is évtizedeken át végzett részletes helyszíni vizsgálatokat, számos szakcikket, kiadványt, terjedelmes kézikönyvet publikált a szántóföldi gyomnövények témájában. 1973-ban adták ki a kutatásainak összefoglalását adó „Gyomnövények” és „Gyomirtás” című könyveket, ebben az évben az Állami Díjat (III. fokozat) is megkapta a gyomnövények elleni védekezés tudományos alapjainak kidolgozásában végzett munkásságáért.
Művelt volt és sokoldalú. Barátjának tudhatta többek között Ferencsik János karmestert is. Mozgáskorlátozottsága miatt egész élete hatalmas küzdelem volt.

## Emlékezete
Munkájának, a gyombiológiai iskolának folytatásaként tanítványai 1984-ben megalakították a Dr. Ujvárosi Miklós Gyomismereti Társaságot. 1988-ban Hajdúnánáson és Debrecenben emlékülést rendeztek tiszteletére. A Magyar Agrártudományi Egyesület Növényvédelmi Társasága emlékérmet nevezett el róla. Emlékoszlopa megtalálható a hajdúnánási gimnázium melletti parkban, az MTA Ökológiai és Botanikai Kutató Intézet kutatóházának falán is emléktábla őrzi emlékét. A Soó Rezső botanikusprofesszor születésének 100. évfordulójára kiadott bélyegen tévedésből Ujvárosi Miklós szerepelt.

## Díjai, kitüntetései
- Állami Díj (1973)
- Hajdúnánás Város Díszpolgára (posztumusz, 2013)[7]

## Művei
- Fontosabb szántóföldi gyomnövényeink (Mezőgazdasági Kiadó, Bp., 1951)
- Gyomnövények, gyomirtás (Mezőgazdasági Kiadó, Bp. 1957)[8][9]
- A gyomnövényzet ökológiai viszonyai és összetétele a szántóföldi termőhelyeken (Mezőgazdasági és Élelmezésügyi Minisztérium, Bp., 1971)
- Gyomnövények (Mezőgazdasági Kiadó, Bp., 1973)
- Gyomirtás (Mezőgazdasági Kiadó, Bp., 1973)